# Exeter (film)
Exeter è un film horror statunitense del 2015 diretto da Marcus Nispel.